# Wertzuwachskurve
Die Wertzuwachskurve ist ein Instrument des Controlling und dient der Aufdeckung von Kostensenkungspotenzialen.
Die  Wertzuwachskurve zeigt die Kosten der Wertschöpfung bei der Herstellung eines Produktes an. Die Darstellung erfolgt ein einem rechtwinkligen Koordinatensystem. Dabei werden auf der (horizontalen) x-Achse die Herstellungszeit und auf der (vertikalen) y-Achse die bis zur jeweiligen Zeit aufgelaufenen Herstellungskosten abgetragen. Die Fläche unter der Kurve zeigt die Kapitalbindung während der Herstellung an und wird damit zum Maßstab für die Kosten der Kapitalbindung.
Die Steigung der Kurve spiegelt die Effizienz des Herstellungsprozesses wider. Die Kurve sollte zu Beginn der Produktion möglichst flach verlaufen und erst am Ende ansteigen; die kapitalintensivsten Arbeiten sollten daher erst zuletzt ausgeführt werden.
Die Möglichkeit der Senkung der Kosten entsteht durch eine Reduktion der Kapitalbindung. Dazu können verschiedene Maßnahmen durchgeführt werden. Eine Verkürzung der Durchlaufzeit erreicht man zum Beispiel durch Reduzierung und Standardisierung der benötigten Teile; die Synchronisierung und Parallelisierung der einzelnen Fertigungsstufen senkt die Durchlaufzeit des Produktes. Die Herstellkosten können vor allem durch Automatisierung und Just-in-time-Beschaffung reduziert werden.